# Simona Vergani
Simona Vergani (provincie Milaan, 8 maart 1967) is een Italiaans-Nederlands beeldhouwster.
Vergani kreeg haar opleiding aan de kunstacademie van Brera in Milaan (1985-1989) en de Rijksakademie van beeldende kunsten in Amsterdam (1990-1992). Na een aantal jaren in Amsterdam heeft ze zich in Delft gevestigd. Ze heeft veel diervoorstellingen gemaakt.

## Werk
Lijst van beelden van Vergani op openbare plekken:
- 19 Parachutisten, brons, in Sint-Eusebiuskerk, Arnhem, 1994
- Thought (gedachte), brons, Regenboogpad (op schoolgebouw), Leiden, 1996
- Orso (beer), wit carraramarmer, Erasmuspark, Amsterdam-West, 1998
- I love reptile (jongen op hagedis), brons, kloostertuin, Deken Hooijmansingel, Groenlo (Oost Gelre), 2001
- Het meisje dat de draak bedwingt, beton en brons, Anna Blamandreef (vijver), Lisse, 2002
- Dans met de Libellen, brons, beschilderd, Vlinderweg, Diemen-Noord, 2005
- Paarden, brons, beschilderd, in Universitair Medisch Centrum Groningen, 2007

## Afbeeldingen

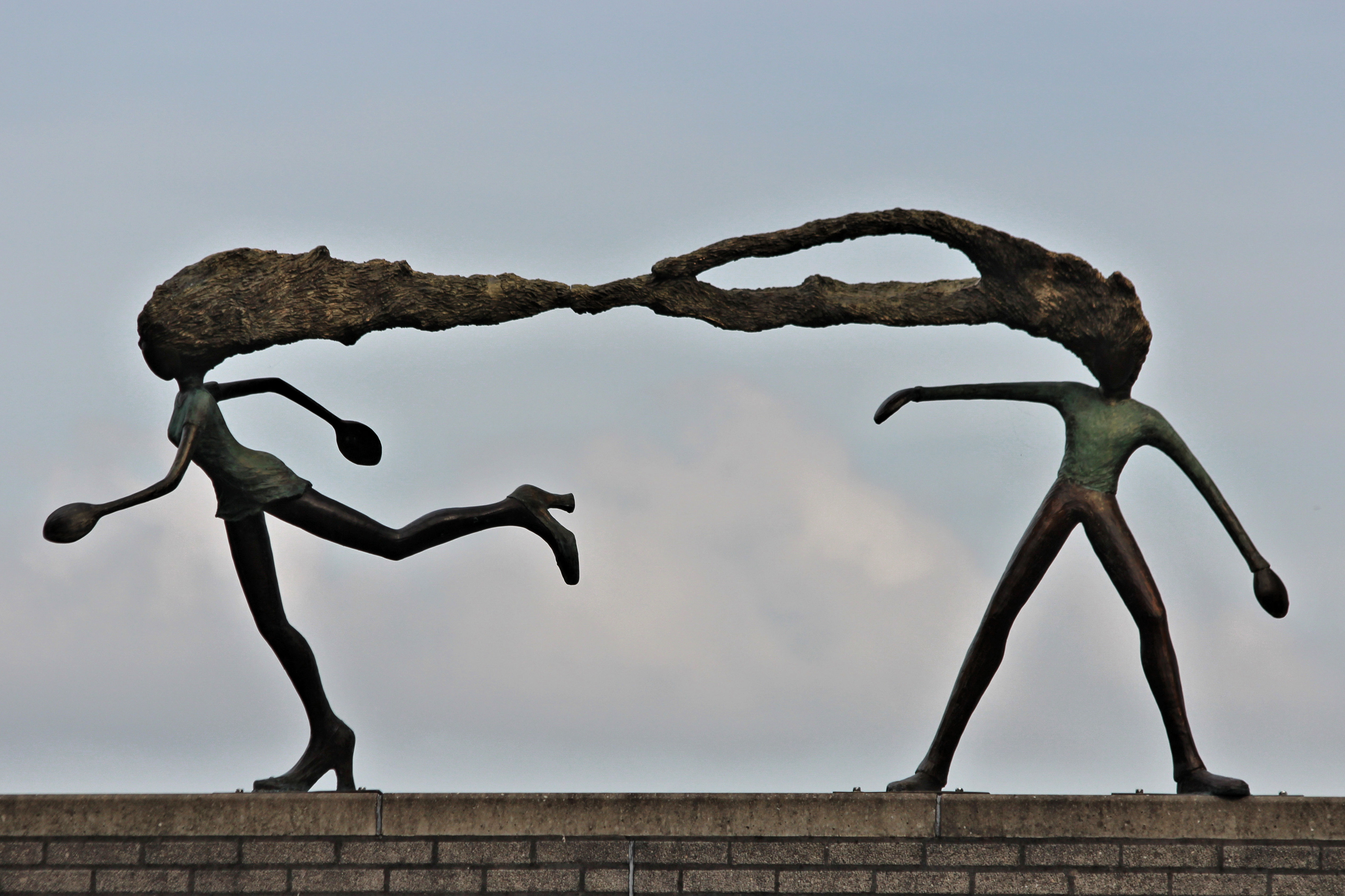
Thought
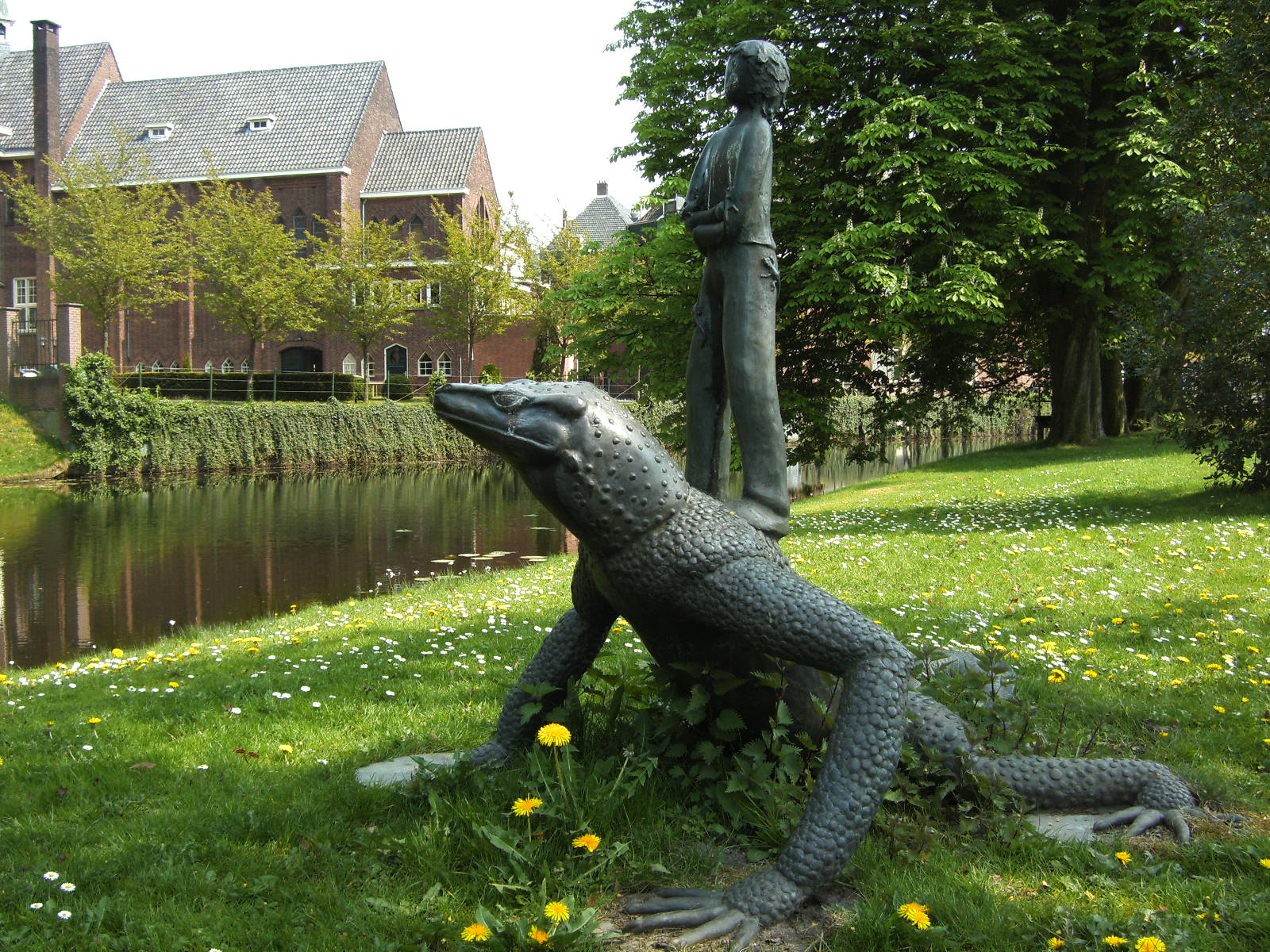
I love reptile
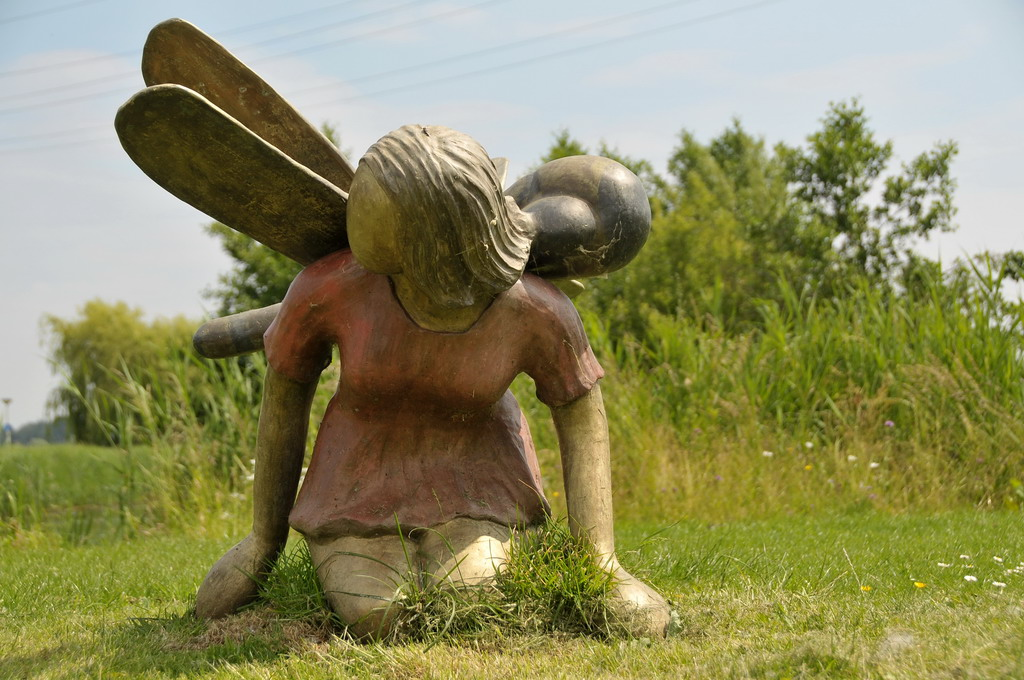
Dancing with Dragonflies